# Teuchopora biaviculata
Teuchopora biaviculata is een mosdiertjessoort uit de familie van de Teuchoporidae. De wetenschappelijke naam van de soort is voor het eerst geldig gepubliceerd in 1986 door d'Hondt.